# Gino Fano

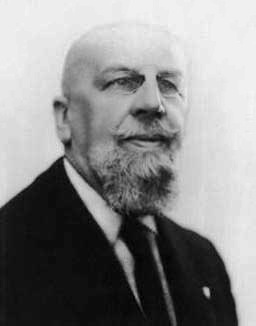
Gino Fano

Gino Fano, auch Gino da Fano (* 5. Januar 1871 in Mantua; † 8. November 1952 in Verona), war ein italienischer Mathematiker.
Der Sohn eines Garibaldi-Anhängers aus reicher jüdischer Familie studierte ab 1888 in Turin Mathematik bei Enrico D’Ovidio, Corrado Segre und Guido Castelnuovo, dem Assistenten von Segre. Wie seine Lehrer spezialisierte er sich in Geometrie und ging nach seinem Diplom 1893 für weitere Studien zu Felix Klein in Göttingen, dessen Erlanger Programm er ins Italienische übersetzte. 1894 wurde er Assistent von Castelnuovo in Rom. 1899 ging er als Professor nach Messina und 1901 wieder nach Turin. 1938 war er gezwungen, Italien zu verlassen und ging in die Schweiz. Nach dem Krieg hielt er weiter Vorlesungen in den USA und Italien. Aus der 1911 geschlossenen Ehe mit Rosetta Cassin gingen die Söhne Ugo Fano und Robert Fano hervor, die beide in den USA bekannte Wissenschaftler wurden.
Gino Fano ist vor allem als Pionier endlicher Geometrien bekannt (Fano-Ebene). Noch vor David Hilbert stellte er die Geometrie auf eine abstrakte Grundlage und untersuchte auf dieser Grundlage geometrische Axiomensysteme und deren Abhängigkeiten, betrieb also synthetische Geometrie im modernen Sinn (Fano-Axiom). Er arbeitete außerdem u. a. über algebraische Geometrie und nicht-archimedische Geometrie. Seine Vorlesungen über Darstellende Geometrie von 1914 und die über projektive und analytische Geometrie von 1930 waren weit verbreitete Lehrbücher.

## Werke
- Gino da Fano: Lehrbuch der allgemeinen Arithmetik. 1, Die verschiedenen Theorien der Zahlengebiete. Zürich, Leipzig : Speidel & Wurzel, 1925
- Gino da Fano: Aufgaben aus der darstellenden Geometrie : Für die Studierenden der technischen Hochschulen. 3. Auflage, Zürich : E. Wurzel, 1949
- Gino Fano: Lezioni di geometria descrittiva / tenute dal prof. Gino Fano, raccolte dagli studenti Roberto Ballarati e Franco Brindisi. In: Campo universitario italiano. Università di Losanna. Lezioni, 37, Losanna, Fonds européen de secours aux étudiants, 1944
- Gino Fano: Lezioni di geometria analitica. In: Campo universitario italiano. Università di Losanna. Lezioni, 6, Losanna, Fonds européen de secours aux étudiants. Ufficio dispense, 1944
- Gino Fano: Kontinuierliche geometrische Gruppen. Enzykl. Mathem. Wiss.1907
- Gino Fano: Gegensatz von synthetischer und analytischer Geometrie in historischer Entwicklung im 19. Jahrhundert. Enzykl. Mathem. Wiss. 1907